# Punta Luisoni
Punta Luisoni ist eine Landspitze an der Black-Küste des Palmerlands auf der Antarktischen Halbinsel. Sie liegt zwischen dem Kap Boggs und dem Dawson Head am nördlichen Ufer des Lehrke Inlet.
Argentinische Wissenschaftler benannten sie 1978. Der weitere Benennungshintergrund ist nicht überliefert.